# پروانه (فیلم ۲۰۱۵)
«پروانه» (اسپانیایی: Mariposa‎) یک فیلم محصول آرژانتین به کارگردانی Marco Berger است که در سال ۲۰۱۵ منتشر شد.